# Thanatus balestrerii
Thanatus balestrerii är en spindelart som beskrevs av Lodovico di Caporiacco 1935. Thanatus balestrerii ingår i släktet Thanatus och familjen snabblöparspindlar. Inga underarter finns listade i Catalogue of Life.